# August Herzig
 August Albert Theodor Herzig (* 3. August 1846 in Hamburg; † 11. Juli 1919 in Dresden) war ein deutscher Bildhauer.

## Leben
Bereits frühzeitig erkannte man Herzigs künstlerische Begabungen und so begann er um 1865 ein Studium an der Hamburger Gewerbeschule. Von 1872 bis 1875 studierte er an der Dresdner Kunstakademie bei Ernst Julius Hähnel und Johannes Schilling. Er war Meisterschüler bei Schilling. Nach dem Studium arbeitete er zunächst in Dresden im Atelier von Ernst Hähnel, bevor er nach Norddeutschland übersiedelte. Doch bereits Ende 1880 kehrte er nach Dresden zurück und arbeitete im eigenen Atelier freischaffend. Neben Skulpturen aus Bronze, Marmor und Sandstein schuf er Kleinplastiken in Porzellan, Bronze und Stein.

## Werke (Auswahl)

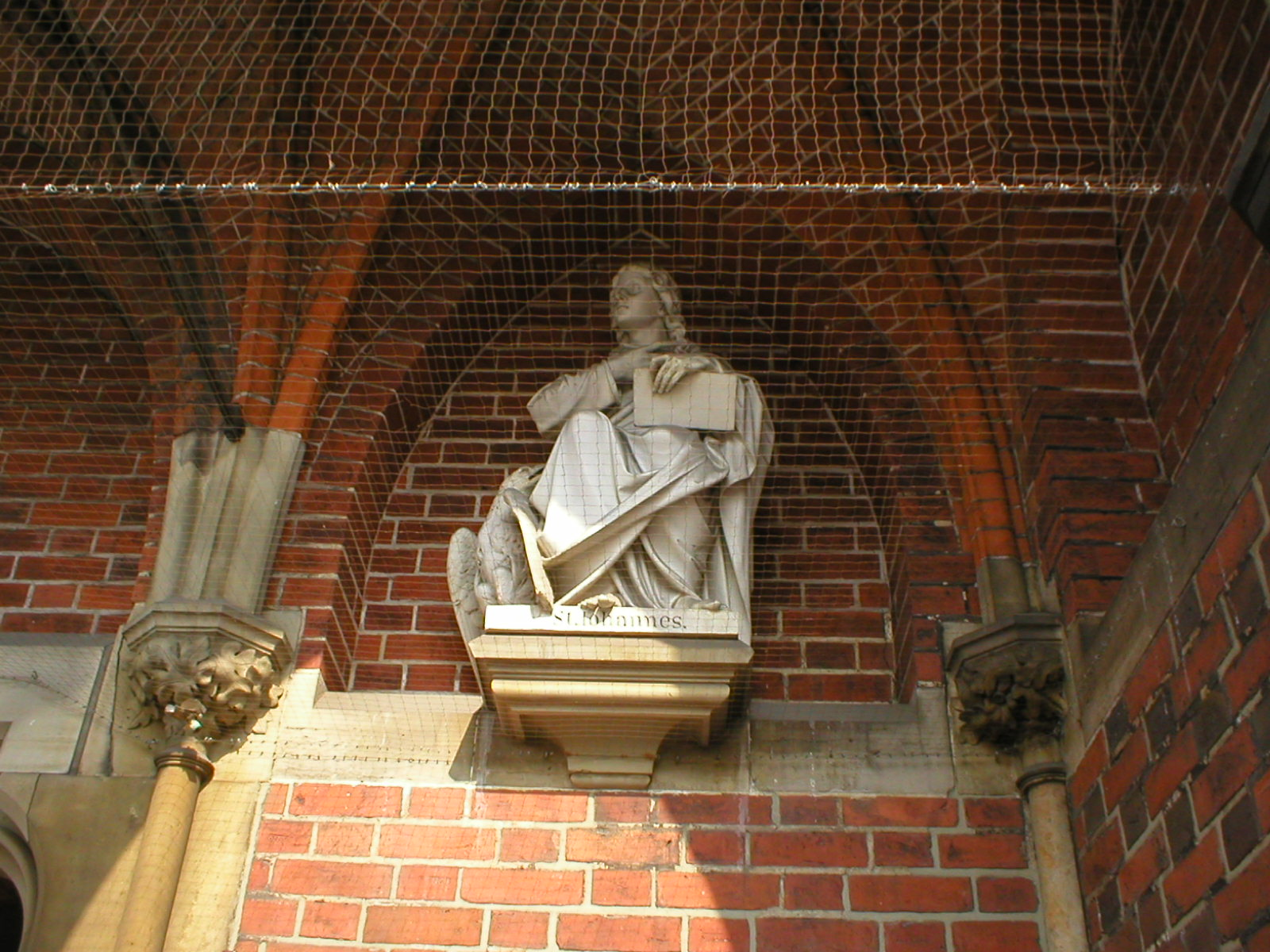
St. Johannes mit dem Adler, 1888 geschaffene Skulptur von August Herzig in der Eingangshalle der Südseite der Petrikirche in Hamburg-Altstadt.

- 1878: Kriegerdenkmal in Darmstadt für die Gefallenen im Deutsch-Französischen Krieg, 1944 durch Luftangriffe zerstört, Reste im Landesmuseum.[2]
- 1888: vier Marmorskulpturen der Evangelisten an der Südseite der Sankt-Petri-Kirche in Hamburg und die Skulpturen Christus mit Engeln über Petrus und Paulus an der Westseite mit dem Bildhauer Carl Fr. Neubert
- 1894: zwei Putten in römischer Renaissancearchitektur aus Sandstein an der Kunstakademie Dresden[3]
- 1898: Porzellanfigur Kavalier, grüßend, Besitz der Porzellanmanufaktur Meißen[4]
- 1899: Centaurenbrunnen auf dem Marktplatz von Frohburg[5]
- Puttenfigurengruppen am Rundpavillon zwischen Akademie- und Ausstellungsgebäude Dresden[3]